# 다나카 도시아키
다나카 도시아키(田中俊明, 1952년 ~ )는 일본의 역사학자로, 한국 고대사가 전문이다.